# Sân bay Herat
Sân bay Herat (IATA: HEA, ICAO: OAHR) là một sân bay cách Herat 10,5 km về phía đông nam, ngay phía đông của tuyến đường Herat-Farah, gần Guzara ở quận Guzara.
Sân bay này do Hoa Kỳ xây dựng cuối thập niên 1950 và đã bị quân Đồng minh ném bom năm 2001. Trước khi quân Đồng minh do Mỹ chỉ huy chiếm đóng quốc gia này, đây là một căn cứ quân sự với các loại máy bay như Antonov An-26, Antonov An-32 và Mikoyan-Gurevich MiG-21).

## Các hãng hàng không và các tuyến bay
- Ariana Afghan Airlines (Kabul, Mazar-I-Sharif)
- Kam Air (Kabul)
- Pamir Airways (Kabul)